# Kaltoum Bouaasayriya
Kaltoum Bouaasayriya (sinh ngày 23 tháng 8 năm 1982 tại tỉnh Assa-Zag) là một vận động viên Marốc. Cô đã tham gia cuộc thi trượt dốc 3000 mét tại Thế vận hội Mùa hè 2012, xếp thứ 36 với thời gian 9: 58,77.